# Kolejowy Klub Sportowy Lech Poznań 2014-2015
Questa voce raccoglie le informazioni riguardanti il Kolejowy Klub Sportowy Lech Poznań nelle competizioni ufficiali della stagione 2014-2015.

## Rosa
| N. |                                 | Ruolo | Calciatore                  |
| -- | ------------------------------- | ----- | --------------------------- |
| 1  | Bosnia ed Erzegovina (bandiera) | P     | Jasmin Burić                |
| 27 | Polonia (bandiera)              | P     | Krzysztof Kotorowski        |
| 33 | Polonia (bandiera)              | P     | Maciej Gostomski            |
| 3  | Scozia (bandiera)               | D     | Barry Douglas               |
| 4  | Polonia (bandiera)              | D     | Tomasz Kędziora             |
| 25 | Panama (bandiera)               | D     | Luis Henríquez              |
| 5  | Ungheria (bandiera)             | D     | Tamás Kádár                 |
| 26 | Polonia (bandiera)              | D     | Maciej Wilusz               |
| 23 | Finlandia (bandiera)            | D     | Paulus Arajuuri             |
| 35 | Polonia (bandiera)              | D     | Marcin Kamiński             |
| 34 | Lettonia (bandiera)             | D     | Antonijs Černomordijs       |
| 40 | Polonia (bandiera)              | D     | Jan Bednarek                |
| 6  | Polonia (bandiera)              | C     | Łukasz Trałka               |
| 7  | Polonia (bandiera)              | C     | Karol Linetty               |
| 19 | Polonia (bandiera)              | C     | Dariusz Formella (capitano) |

| N. |                      | Ruolo | Calciatore        |
| -- | -------------------- | ----- | ----------------- |
| 11 | Ungheria (bandiera)  | C     | Gergő Lovrencsics |
| 8  | Polonia (bandiera)   | C     | Szymon Pawłowski  |
| 16 | Svizzera (bandiera)  | C     | Darko Jevtić      |
| 17 | Polonia (bandiera)   | C     | Szymon Drewniak   |
| 19 | Finlandia (bandiera) | C     | Kasper Hämäläinen |
| 31 | Polonia (bandiera)   | C     | Krystian Sanocki  |
| 22 | Polonia (bandiera)   | C     | Jakub Serafin     |
| 21 | Gambia (bandiera)    | C     | Kebba Ceesay      |
| 77 | Norvegia (bandiera)  | C     | Muhamed Keita     |
| 88 | Camerun (bandiera)   | C     | Arnaud Djoum      |
| 20 | Germania (bandiera)  | C     | Niklas Zulciak    |
| 14 | Serbia (bandiera)    | A     | Vojo Ubiparip     |
| 24 | Polonia (bandiera)   | A     | Dawid Kownacki    |
| 95 | Russia (bandiera)    | A     | Zaur Sadaev       |